# Michele Nicoletti
Michele Nicoletti (Trento, 19 novembre 1956) è un filosofo e politico italiano. Professore ordinario di filosofia politica presso l'Università degli Studi di Trento, è stato deputato del Partito Democratico dal 2013 al 2018. Nel 2018 è stato presidente dell'Assemblea parlamentare del Consiglio d'Europa.

## Biografia
Si è laureato in filosofia all'Università di Bologna nel 1980.
Ha proseguito le attività di ricerca presso l'Istituto trentino di cultura e le Università di Innsbruck e di Monaco. Ricercatore in Filosofia Teoretica presso l'Università di Padova, ha poi insegnato Filosofia politica come Professore Associato presso la stessa Università e poi, dal 2001, come Professore Ordinario, presso la Facoltà di Lettere e Filosofia e la Scuola di Studi Internazionali dell'Università degli Studi di Trento. Dal 2011 è direttore del Centro studi e ricerche "Antonio Rosmini" di Rovereto. Nel 2007 ha insegnato presso la Notre Dame University come Fulbright Distinguished Lecturer.
Dal 2009 al marzo 2014 è stato segretario provinciale del PD del Trentino. Nel dicembre 2012 ha partecipato ed ha vinto le primarie del Partito Democratico del Trentino per la Camera dei deputati con 3633 voti. Alle elezioni politiche del 2013 è stato quindi candidato in seconda posizione nelle liste del Partito Democratico nella circoscrizione Trentino-Alto Adige ed è stato eletto deputato, diventando membro della Commissione Affari Esteri e della Delegazione Italiana presso l'Assemblea Parlamentare del Consiglio d'Europa. Il 6 agosto 2014 diviene Presidente della Delegazione (PACE) e il 28 settembre 2015 viene eletto capogruppo del PSE all'interno della stessa Assemblea.
Nel gennaio 2018 è eletto Presidente dell'Assemblea parlamentare del Consiglio d'Europa (PACE). È il secondo italiano a presiedere l'Assemblea Parlamentare, dopo Giuseppe Vedovato (1972 - 1975). Termina il mandato nel giugno dello stesso anno.
Nel novembre 2019 è stato eletto Presidente della Società Italiana di Filosofia Politica.
Nel dicembre 2021 esce il primo numero della Rivista Italiana di Filosofia Politica di cui è attualmente Editor in Chief.
Attualmente vive e lavora tra Trento e Roma; è sposato e padre di tre figli.

## Attività parlamentare
In data 30 maggio 2013 ha presentato come primo firmatario la proposta di modifica della legge elettorale, che è stata annunciata il 3 giugno 2013: "Modifiche al testo unico di cui al decreto del Presidente della Repubblica 30 marzo 1957, n. 361, e al testo unico di cui al decreto legislativo 20 dicembre 1993, n. 533. Introduzione del doppio turno di coalizione per l'elezione della Camera dei deputati e del Senato della Repubblica". Dal 4 maggio 2015 l'Italicum (con le modifiche apportate alla proposta presentata in data 30 maggio 2013 da Michele Nicoletti) è legge: è stato votato con scrutinio segreto alla Camera con 334 voti a favore e 61 voti contrari.

## Incarichi politici e istituzionali
- Capogruppo del PSE all'interno dell'Assemblea parlamentare del Consiglio d'Europa dal 28 settembre 2015
- Presidente della Delegazione parlamentare italiana presso il Consiglio d'Europa dal 6 agosto 2014
- Presidente dell'Assemblea Parlamentare del Consiglio d'Europa (PACE) da gennaio a giugno 2018

## Premi ed altri riconoscimenti
- 2001 - Menzione speciale della giuria all'VIII premio internazionale "Salvatore Valitutti" al libro La politica e il male.

## Libri
- M. Nicoletti, La dialettica dell'Incarnazione: soggettività e storia in S. Kierkegaard, Bologna: EDB, 1983.
- M. Nicoletti (Ed. critica a cura di), L'empatia, di E. Stein, Milano: Franco Angeli, 1986.
- M. Nicoletti, Trascendenza e potere: la teologia politica di Carl Schmitt, Brescia: Morcelliana, 1990.
- M. Nicoletti, La politica e il male, Brescia: Morcelliana, 2000.
- M. Nicoletti, S. Zucal, F. Olivetti (a cura di), Da che parte dobbiamo stare: il personalismo di Paul Ludwig Landsberg, Soveria Mannelli: Rubbettino, 2007.
- M. Nicoletti (Ed. a cura di), Angeli delle nazioni - Origine e sviluppi di una figura teologico-politica, Brescia: Morcelliana, 2007.
- M. Nicoletti, Religion and Empire: Carl Schmitt's Kathechon between International Relations and the Philosophy of History, in International Law and Religion ed. by M. Koskenniemi, M. García-Salmones Rovira and P. Amorosa, Oxford University Press, 2017.
- M. Nicoletti, Il governo senza orgoglio, Il Mulino, 2020.

Le pubblicazioni complete si trovano elencate sul sito dell'Università degli Studi di Trento.